# Angeh
Angeh (persiska: انگه) är en ort i Iran.   Den ligger i provinsen Alborz, i den norra delen av landet, 110 km nordväst om huvudstaden Teheran. Angeh ligger 1 969 meter över havet och antalet invånare är 180.
Terrängen runt Angeh är kuperad åt sydväst, men åt nordost är den bergig. Runt Angeh är det ganska tätbefolkat, med 108 invånare per kvadratkilometer. Närmaste större samhälle är Anjīlāq, 18,1 km väster om Angeh. Trakten runt Angeh består i huvudsak av gräsmarker.